# Carmen Dell'Orefice

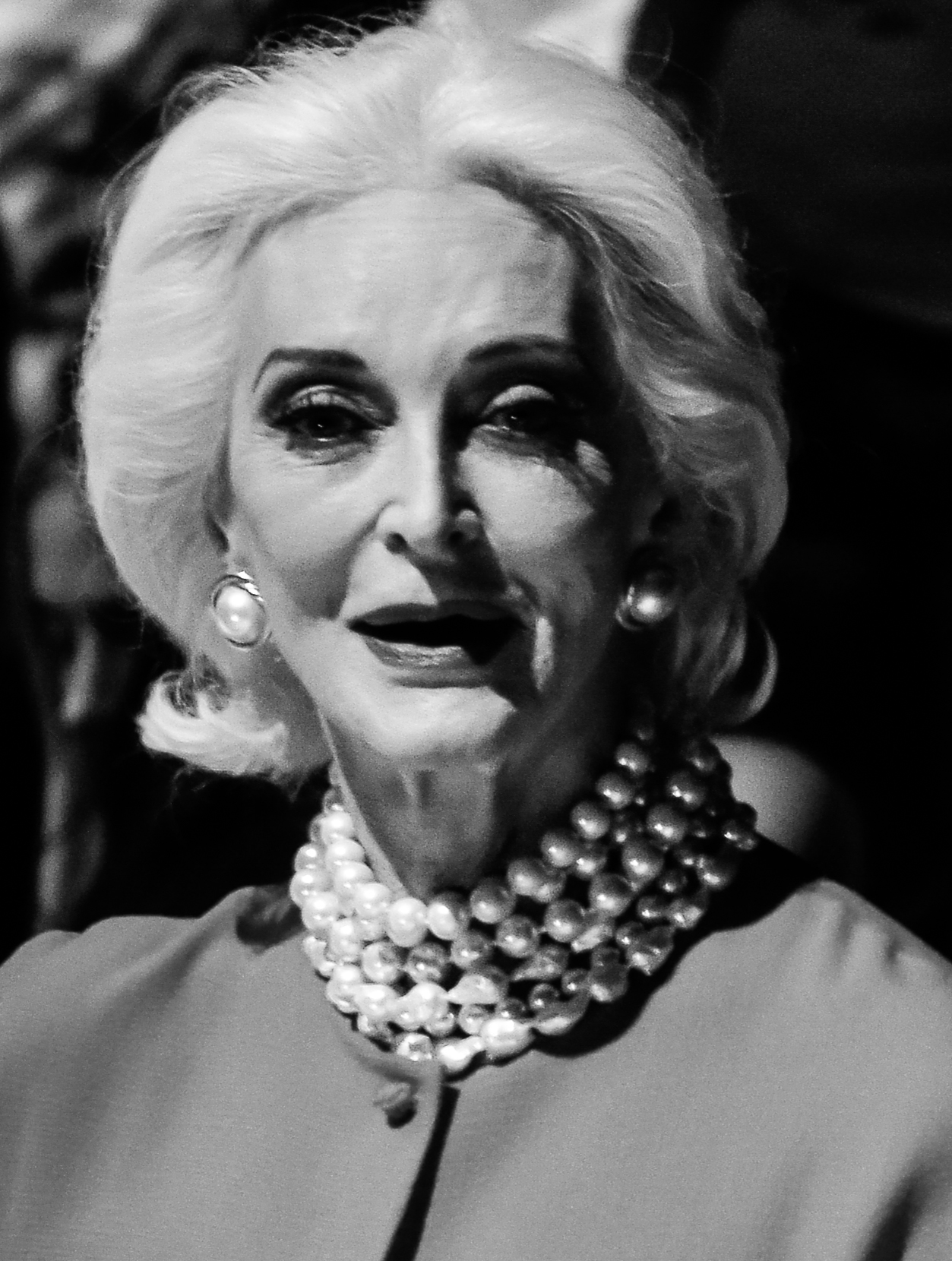
Carmen Dell'Orefice in 2012

Carmen Dell'Orefice (New York, 3 juni 1931) is een Amerikaans actrice en model.

## Biografie
Dell'Orefice werd model op vijftienjarige leeftijd. In 2012, op 81-jarige leeftijd, was ze het oudste model in de mode-industrie. Ze was een model en muze van Salvador Dalí en werkte samen met fotografen als Erwin Blumenfeld, Irving Penn, Francesco Scavullo, Cecil Beaton, Richard Avedon en Norman Parkinson.
Carmen Dell'Orefice was als actrice te zien in een aantal films geregisseerd door Woody Allen en in sommige televisieprojecten.